# История Англии для юных
«История Англии для юных» (англ. A Child's History of England) — книга британского писателя Чарльза Диккенса, публиковавшаяся в его журнале «Домашнее чтение» в период с 25 января 1851 по 10 декабря 1853 года. Параллельно выходило книжное издание: 20 декабря 1851 года увидел свет первый том (он охватывал события с древнейших времён до смерти Иоанна Безземельного), 25 декабря 1852 — второй (от Генриха III до Ричарда III), 24 декабря 1853 — третий том (до Славной революции). «Историю» заканчивает глава с кратким обзором состояния Англии до восшествия на престол Виктории в 1837 году.
Диккенс посвятил «Историю» своим детям. В письме другу, Дугласу Уильяму Джерролду, он признался, что написал эту книгу, чтобы уберечь детей от консервативных идей во взрослой жизни. Специалисты оценивают изложение как предвзятое: автор явно задавался целью разоблачить расхожие представления о «старых добрых днях» и рассказать о несправедливостях прошлого. Он часто пишет об актах насилия, жёстко критикует почти всех английских правителей (исключениями стали только король Альфред Великий и лорд-протектор Оливер Кромвель), заявляет, что рассказы о сверхъестественных силах — выдумки, призванные обеспечить контроль над невежественным простым народом.
Автор считал эту свою книгу первой попыткой рассказать историю Англии простым людям. Его труд получил большую популярность, в течение нескольких десятилетий он использовался в британских школах в качестве учебника. При этом историки и литературоведы оценили книгу невысоко. Звучали мнения о том, что автор слишком много внимания уделяет войнам и личностям королей, игнорируя социальную и экономическую проблематику. По мнению Розмари Джанн, Диккенс упрощает историческое повествование до уровня басни о злодеях и жертвах.